# Marin Alsop
Marin Alsop (Nueva York, 16 de octubre de 1956) es una directora y violinista estadounidense. Fue la directora de la Orquesta Sinfónica de Baltimore y directora musical de la Orquesta Sinfónica del Estado de São Paulo hasta el 2019. Ha sido la primera mujer en dirigir como titular la Sinfónica de Baltimore y la Orquesta Sinfónica de la Radio de Viena.

## Biografía

### Primeros años y educación
Alsop nació en la ciudad de Nueva York de padres músicos de profesión, y fue educada en la Escuela de Maestros. Asistió a la Universidad de Yale, pero más tarde se cambió a la Escuela Juilliard, donde obtuvo un título de grado y una maestría en violín. Fundó el ensamble de cuerdas String Fever en 1981. Ganó el Premio Koussevitzky como directora estudiantil en el Centro Musical Tanglewood en 1989.

### Carrera temprana
Alsop ha sido directora de música del Festival de Música Contemporánea Cabrillo en Santa Cruz, California, desde 1992. Dicho festival se especializa en música orquestal contemporánea. De 1993 a 2005, fue la directora principal y musical de la Orquesta Sinfónica del Colorado. Ahora es la directora de orquesta laureada. Alsop también ha desempeñado el puesto de directora musical del Eugene Symphony en Eugene, Oregón. Fue directora asociada de la Sinfónica de Richmond en Richmond, Virginia, de 1988 a 1990. El 20 de septiembre de 2005, se convirtió en la primera directora en recibir una Beca MacArthur.

## Carrera de dirección orquestal

### Orquesta Sinfónica de Baltimore

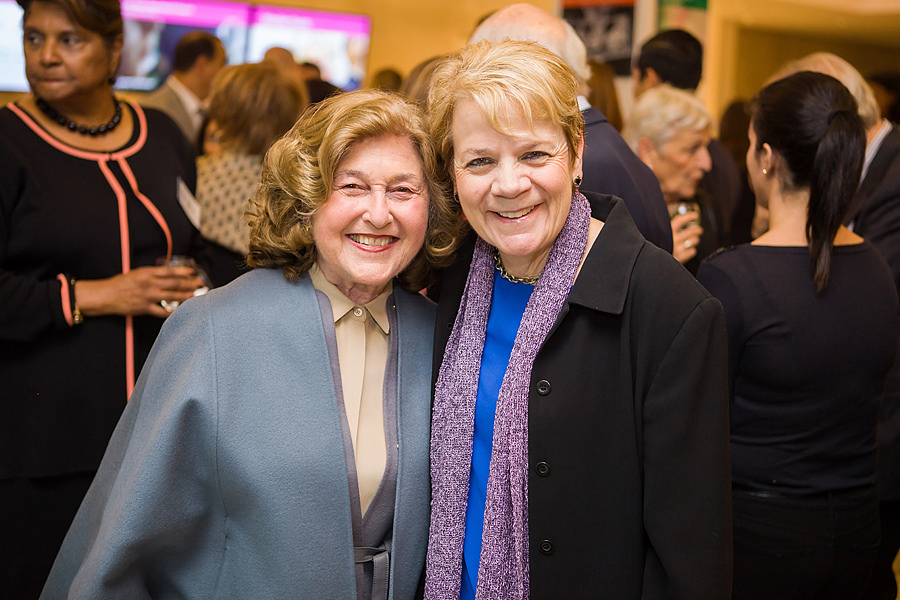
Marin Alsop (derecha) con Rheda Becker

En septiembre de 2007, Alsop fue nombrada la decimosegunda directora musical de la Orquesta Sinfónica de Baltimore (Baltimore SO), convirtiéndose así en la primera mujer en obtener esta posición en una orquesta importante de Estados Unidos. La controversia inicial alrededor de su elección proviene de una resistencia significativa de los intérpretes de la orquesta, quienes insistieron en que no habían tenido bastante voz en el proceso de búsqueda. La orquesta y Alsop se conocieron después del anuncio y aparentemente suavizaron algunas de sus diferencias. En junio de 2009, la orquesta anunció la extensión de su contrato por otros cinco años, hasta agosto de 2015. En julio de 2013, la orquesta anunció una extensión aún más larga de su contrato como directora musical hasta la temporada 2020-2021.
Desde que se convirtió en directora musical, las iniciativas de Alsop con la Sinfónica de Baltimore han incluido el "Webumentary Film Series" y un podcast gratuito en iTunes llamado "Clueless About Classical". Recientemente anunció un nuevo programa educativo llamado "OrchKids", en el cual niños desfavorecidos de Baltimore recibirán clases gratuitas de música, basadas en El Sistema venezolano. Alsop fue elegida como miembro de la Academia Americana de Artes y Ciencias en 2008.
En agosto de 2015 Alsop fue designada como Directora de Conductores Graduados en el Instituto Peabody de la Universidad Johns Hopkins, sucediendo a uno de sus mentores, Gustav Meier.
En febrero de 2020, se anunció que Alsop dejaría la titularidad en la dirección de la Sinfónica de Baltimore, después de catorce temporadas. Sin embargo, el vínculo con la orquesta continuaría hasta el 2026, pues sería directora invitada por tres semanas al año.

### Fuera de los Estados Unidos
En el Reino Unido, Alsop ha tenido el puesto de directora huésped principal con la Orquesta Real Nacional Escocesa y con la City of London Sinfonia. Alsop fue Directora Principal del Orquesta Sinfónica de Bournemouth (Bournemouth SO) de 2002 a 2008. Fue votada en la revista Gramophone como Artista del año en 2003 y ganó el premio de director de la Royal Philharmonic Society en la misma temporada. En abril de 2007, Alsop fue una de los ocho directores de orquestas británicas en aprobar el manifiesto del 10 años de alcance de música clásica: "Construyendo en excelencia: Orquestas para el siglo XXI", para aumentar la presencia de la música clásica en el Reino Unido, incluyendo el dar entrada libre a todos los escolares británicos a un concierto de música clásica. Alsop recibió un grado honorario de Doctor en Música por la Universidad de Bournemouth el 7 de noviembre de 2007. Alsop fungió como Artista-en-Residencia en el Centro Southbank, Londres, para la temporada 2011-2012.
En 2012, Alsop se volvió la directora principal de la Orquesta Sinfónica del Estado de São Paulo (OSESP) y directora musical en julio de 2013, con un contrato extendido hasta finales de 2019. Su trabajo con la orquesta de São Paulo incluyó dirigir la orquesta en su programación artística y creativa, actividades de grabación, de educación y divulgación, así como su Festival Internacional Campos do Jordão. También dirigió la orquesta en una gira europea, incluyendo su primera aparición en el Proms en agosto de 2012, la primera aparición en el Proms de cualquier orquesta brasileña. Regresaron a Europa en octubre de 2013, con conciertos en Berlín, Londres, París, Salzburgo y Viena. En diciembre de 2017, la OSESP anunció que Alsop dejaría de ser su directora musical en diciembre de 2019 y, posteriormente, tomaría el título de directora honoraria.
El 7 de septiembre de 2013 se convirtió en la primera mujer en dirigir la última noche en el Proms, y condujo el prestigioso concierto otra vez el 12 de septiembre de 2015 con una nueva invitación para que regrese. El 4 de septiembre de 2014, en una visita de regreso al Proms para conducir obras de John Adams y Mahler, le fue otorgada la condecoración de miembro honorario de la Sociedad Real Filarmónica (Royal Philharmonic Society, por sus siglas en inglés), la presentación fue hecha en el escenario por el compositor Colin Matthews.
En 2014, Alsop dirigió por primera vez a la Orquesta Sinfónica de la Radio de Viena. En enero de 2018, la RSO de Viena anunció el nombramiento de Alsop como su próxima directora principal, a partir del 1 de septiembre de 2019, con un contrato inicial de 3 años. Es la primera directora nombrada directora principal de la RSO de Viena. Alsop comenzó con el título de directora en jefe a partir de la temporada 2018-2019.

### Otros proyectos
En septiembre de 2020, Alsop participó como miembro del jurado en la primera competencia internacional para directoras de orquesta, «La Maestra», llevado a cabo en París.

## Premios y reconocimientos
Fue galardonada con uno de los 25 Crystal Awards del 2019 en la reunión anual del Foro Económico Mundial en Davos, Suiza. En 2020 fue elegida como integrante de la American Philosophical Society.

## Vida personal
Desde 1990, la pareja de Alsop ha sido Kristin Jurkscheit, una intérprete de trompa. Tienen un hijo, y Alsop ha hablado públicamente sobre su familia. Mientras Alsop dirigía la Orquesta Sinfónica de Colorado, de la cual su pareja era miembro, su relación provocó controversia, aunque Alsop señaló que su relación era previa a su nombramiento para dirigir la orquesta y no tuvo relación con su desempeño de trabajo.

## Discografía
Alsop condujo su primera grabación el año 2000 con la Orquesta Nacional Real Escocesa donde interpretaron una selección de trabajos de Samuel Barber, el cual fue publicado como parte de la Seria Clásicos Americanos en Naxos Records. A este disco le siguieron cuatro más publicados entre 2001y 2004 dedicados a los trabajos de Samuel Barber. En 2003, lanzó su primer disco de Leonard Bernstein el cual grabó con la Sinfónica y Coros de Bournemouth, con la Suite Sinfónica de On The Waterfront  y las Three Dance Episodes de On The Town. Más tarde, en 2005, Alsop produjo la versión plenamente escenificada de Candide de Bernstein con la Orquesta Filarmónica de Nueva York la orquesta la cual estuvo nominada para un Premio Emmy (DVD: PBS Great Performances/ Image Entertainment).
En junio de 2006, Alsop condujo la Filarmónica de Baltimore y al violinista Joshua Bell con el Concierto para Violín y Orquesta de John Corigliano, El Violín Rojo, grabado por Sony Classics y publicado en septiembre de 2007. También dirigió la Sinfónica de Baltimore con la Consagración de la Primavera de Igor Stravinsky, el cual se convirtió en la primera grabación en vivo de una orquesta liberada a través de iTunes. Después de su llegada al puesto de Baltimore, uno de sus primeros proyectos como director musical fue una serie de grabaciones de Antonín Dvořák para Naxos. El primer disco de la serie, presentando la Sinfonía No. 9 Del Nuevo Mundo, y Variaciones Sinfónicas, el cual fue liberado en febrero de 2008, y estuvo nominado como álbum del año en 2008 por la Revista de Música de la BBC.
Otros puntos destacados de la colaboración de Alsop con Naxos fue incluir un ciclo de sinfonías de Johannes Brahms con la Orquesta Filarmónica de Londres (el primer ciclo sinfónico de Brahms grabado comercialmente por una directora) y una serie continua de grabaciones de la Sinfónica de Bournemouth, los cuales incluyen El mandarín maravilloso de ciclo de Bartók, Chichester Psalms de Bernstein y las sinfonías de Kurt Weill.
En 2009, Alsop lanzó una grabación de la Misa de Leonard Bernstein con la Sinfónica de Baltimore que obtuvo una nominación al Grammy para Mejor Álbum Clásico. En 2010, su grabación del Concierto para Percusión de Jennifer Higdon con la Filarmónica de Londres y Colin Currie como solista ganó un Grammy como Mejor Composición Clásica Contemporánea.
Otras grabaciones recientes incluyen las sinfonías No. 7 y 8 de Dvořák con la Sinfónica de Baltimore, Nixon en China, y trabajos de Roy Harris, Aaron Copland, y Barber, todas Naxos. En 2012, Alsop y la Sinfónica de Baltimore realizaron una grabación de la Sinfonía n.º 1 de Gustav Mahler, también en Naxos.